# Наумов, Дмитрий Александрович
Дмитрий Александрович Наумов (род. 16 сентября 1957) — советский и российский режиссёр, аниматор, продюсер. С 1990 года - член Союза кинематографистов РФ, член Академии кинематографических искусств и национальной премии кинематографических искусств «Ника», лауреат российских и международных фестивалей.  
Дмитрий Наумов – член Государственной комиссии выпускных экзаменов во ВГИКе имени С.А.Герасимова. 

## Биография
Дмитрий Александрович Наумов родился 16 сентября 1957 года. С 1974 по 1980 год учился в Московском архитектурном институте. После окончания института, с 1980 по 1984 год, работал архитектором в проектном институте Гипронииавиапром.
В 1984-1985 годах работал художником-конструктором в ЦКБ детской игрушки. Дмитрий Наумов – ученик именитых режиссеров-аниматоров Александра Татарского и Игоря Ковалева, с 1986 по 1988 год работал аниматором студии «Мульттелефильм» творческого объединения «Экран».  
В 1991 году Дмитрий с братом-близнецом Владимиром Наумовым создал студию компьютерных игр и анимации «ТПМ», которую возглавил в качестве художественного руководителя. Брат Дмитрия Владимир Наумов был организатором кинопроизводства и исполнительным продюсером, с 1988 года работал на студии «Пилот» ассистентом режиссера, затем начальником производства. С 1990 года Владимир Наумов - организатор съемок в Театрально-концертном объединении «Ленком» под руководством Александра Абдулова, с 2000 года работал начальником отдела цифровых анимационных технологий, с 2001 по 2008 год был заместителем директора киностудии «Союзмультфильм». 
В 1991 году Дмитрий и Владимир Наумовы вместе с художником Валентином Телегиным сняли первый в постперестроечной России полнометражный анимационный фильм по роману Франца Кафки «Замок» в технологии классической кинопленочной перекладки, который был номинирован на приз Киноакадемии «Ника—94».  
В 1995 году Наумов снял анимационный фильм «Не в духе». С 1996 года братья Наумовы занимались разработкой серии анимационных интерактивных игр по заказу фирмы «NNG». А с 1998-го студия «ТПМ» была преобразована в студию «ТПМ-Крыша», которая занималась созданием анимационных интерактивных игр для детей в сотрудничестве с компаниями «1С» и «Бука». Позже братья занялись выпуском сериалов и фильмов для детей. 
В 2013 году Дмитрий Наумов снялся в документальном цикле «Возвращение легенды» (фильм «Анимация на коленках»), в том же году стал режиссёром документального фильма «Летела сказка с Севера» о Леониде Викторовиче Носыреве. 
Дмитрий Наумов — один из создателей Открытого российского фестиваля анимационного кино, автор идеи и один из организаторов Всероссийского фестиваля визуальных искусств в «Орлёнке» . Брат Дмитрия — Владимир Наумов — исполнительный продюсер всех созданных вместе с Дмитрием анимационных фильмов. Братья Наумовы также являются создателями детского киножурнала «Мультипотам», авторами сериала «Три котёнка» для детей младшего возраста об осторожности в жизни детей. 
В 2016 году Дмитрий Наумов входил в состав жюри 36-го Международного студенческого фестиваля. В 2018 году был членом жюри XXIII Открытого российского фестиваля анимационного кино «Суздальфест».

## Награды и премии
Приз за лучший фильм в категории «До 10 минут», фильм «Про Матвея Кузьмича» — МКФ «КРОК» (1991).
Приз «Серебряный Голубь», фильм «Землемер (2-я версия)» — МКФ неигрового и анимационного кино в Лейпциге (1995).
Лауреат приза Оргкомитета им. В. Маясова XIX Открытого российского фестиваля анимационного кино (2014).

## Фильмография

### Режиссёр-постановщик
- 1989 — «Лифт 1»
- 1989 — «Лифт 2»
- 1990 — «Дождь идёт»
- 1990 — «Медведь — липовая нога»
- 1990 — «Про Матвея Кузьмича»
- 1991 — «Визитёр»
- 1994 — «Землемер»
- 1994 — «Не в духе»
- 2000 — «Дорожные игры»
- 2004 — «Кошачья прогулка»
- 2005 — «Мультипотам-2»
- 2006 — «Мультипотам-3»:
  - «Маша и медведи»
- 2006 — «Пиковая дама»
- 2003—2012 — «Три котёнка»
- 2009 — «Гошины сказки»
- 2013 — «Глазами поэта» (в альманахе «Россия в музыке»)
- 2013—2016 — «Котяткина книжка»
- 2016—2019 — «Котяткины машинки»
- 2019—2022 — «Котяткины друзья»
- 2022-2023 —  «Машинки трёх котят»

### Сценарист
- 1996 — «Не в духе»
- 2000 — «0.33»
- 2000 — «Дорожные игры»
- 2005 — «Мультипотам-2»
- 2009 — «Дорожные истории» (сериал)
- 2008—2011 — «Три котёнка»
- 2013 — «Глазами поэта» (в альманахе «Россия в музыке»)
- 2015 — «Два музыканта»

### Оператор-постановщик
- 1996 — «Не в духе»
- 1997 — «Нос Майора»

### Художник-постановщик
- 1996 — «Не в духе»

- 2000 — «Дорожные игры»

- 2021 — «Привет, сосед!»

### Художник-мультипликатор
- 1985 — «Полезные советы профессора Чайникова»:
  - «Как не залить соседей»
  - «Как побелить потолок»
- 1986 — «Дореми»
- 1986 — «Тайна игрушек»
- 1986—1987 — «Следствие ведут Колобки»
- 1987 — «Домовые, или Сон в зимнюю ночь»
- 1988 — «32 декабря»
- 1991 — «Визитёр»
- 1996 — «Не в духе»

### Художественный руководитель
- 2001 — «Мультипотам»